# 후루야 토오루
후루야 토오루(일본어: 古谷 徹 ふるや とおる[*])는 일본의 성우이다. 아오니 프로덕션에 소속되어있다. 가나가와현 출신이다. 불륜으로 논란이 있다.

## 출연작

### TV 애니메이션
1968년
- 거인의 별 (호시 유마)

1979년
- 기동전사 건담 (아무로 레이)

1983년
- 아공대작전 스랑글(제트)
- 스톱!히바리군(사카모토 고사쿠)
- 나나코SOS(이이다 하시)
- 특장기병 돌바크(무겐 마사토)
- 프라레스 산시로(사리다 시노구)
- 마법천사 크라미마미
- 만화 일본사(덴지 천황, 미나모토노 요시쓰네, 아마쿠사 시로)

1984년
- 목장의 소녀 카트리 (마르티 할마)
- 비디오 전사 레자리온(가토리 다카시)

1985년
- 기동전사Z건담(아무르 레이)
- 게게게의 키타로(제3작)(접시 애송이,흙구름)
- 소공녀 세라(셈)

1986년
- 우루세이 야츠라(관리인 신고)
- 세인트 세이야 (페가수스 세이야)
- 강구Q초아 잇키맨(손천공)
- 학생 제군! 마음에 초록의 네커치프를
- 드래곤볼 (야무차, 바바로 외)
- 하이스쿨!기면조

1987년
- 에스퍼 마미(초능력)※제37화
- 변덕쟁이 오렌지 로드 (가스가 교스케)

1988년
- F-에프-(키시다 히데오)
- 날아라!앙팡맨(초콜렛 맨(2대))
- 기동전사 건담 - 역습의 샤아(아무로 레이)

1989년
- 드래곤퀘스트(아벨 탐험대) (아벨)
- 드래곤볼 Z (야무차)

1991년
- 21에몬(원트낙크 공작)※제6화

1992년
- 쿠킹 파파(네코다 토시오)
- 미소녀전사 세일러문 시리즈 (지바 마모루/턱시도 가면)
  - 미소녀전사 세일러문 92년
  - 미소녀전사 세일러문R 93년
  - 미소녀전사 세일러문S 94년
  - 미소녀전사 세일러문SuperS 95년
  - 미소녀전사 세일러문 세라 스타즈 96년~97년

1993년
- GS미카미(가네나리 즈키마사토)

1994년
- 마멀레이드 보이(나무라 신이치)

1997년
- 닥터 슬럼프 (슈퍼맨)
- 드래곤볼GT (팍크)

1998년
- 봄버맨 비다맨 폭외전(타잔본)

1999년
- 알렉산더 전기(필립포스)
- 신풍괴도 쟌느(아키코의 부친/토의 형)
- GTO(데시가와라 스구루)
- THE빅오(보니·프레이더-형사)※제5화
- 명탐정 코난(아키모토 히로시)
- ONE PIECE(다티 마스터 손)

2000년
- The AURORA 바다의 오로라(히로시)
- 타임보칸 2000 괴도 키라메키맨(지코켄오)※제20화

2001년
- 카스민(로도리케스)※제6화

2003년
- 쿄고쿠 나츠히코 항간에 떠도는 100가지 이야기(요시 쇼베에)※제2화
- 탐정학원Q(시노다 사토시)
- 무한전기 포트리스(마체트)

2005년
- UG☆얼티메이트 걸(UFO맨)
- 투패전설 아카기 〜어둠에 춤추듯 내려간 천재〜（나레이션)
- 블랙잭(오오에문 다이고 박사)※제24화

2006년
- 앤젤 하트 (나츠메 요시키)

2007년
- 김전일 소년의 사건부(기료 에이지)
- 기동전사 건담 00 (리본즈 알마크)

2008년
- 기동전사 건담 00 세컨드 시즌 (나레이션, 리본즈 알마크) ※「소게츠 노보루」명의
- 캐산 Sins (캐산)
- 케로로 중사(지리아스인 나레이터)
- 포로피의 기나긴 여행(잭)※게스트 출연
- 망량의 상자(구보 슌코)
- 월드 디스트렉션〜세계박멸의 6인〜(톳피 토플란)

2009년
- 드래곤볼 카이(야무차)
- 공중그네(쓰다 히데오)

2010년
- 이누야샤 완결편(4영혼의 구슬)

2011년
- 해적전대 고카이져(아카레드)

2012년
- 명탐정 코난(아무로 토오루)

2014년
- 원피스 (사보)

### 극장판 애니메이션
- 윈다리아 (이즈)
- 슈퍼 마리오 브라더스 ~ 피치 공주 구출 대작전!
- 명탐정 코난 '순흑의 악몽' (아무로 토오루)
- 명탐정 코난: 제로의 집행인
- 명탐정 코난: 할로윈의 신부
- 기동전사 건담 쿠쿠루스 도안의 섬 (아무로 레이)

### OVA
- 세인트 세이야 명왕 하데스 12궁편 (페가수스 세이야)
- 은하영웅전설 (앤드류 포크)

### 게임
- 기동전사 건담 (아무로 레이)
- 기동전사 건담 역습의 샤아 (아무로 레이)
- 기동전사 건담 스피릿 오브 지온 AC판 (아무로 레이)
- CROSS FIRE (애쉬)

1994년
- 드래곤볼Z 위대한 손오공 전설 (야무챠)

1995년
- 동급생 PCE판·SS판 (아이하라 겐지)

1996년
- 신 슈퍼 로봇 대전 (아무로 레이)

1997년
- 사이버 보츠 (진 사오토메)
- 슈퍼 로봇 대전F (아무로 레이)

1998년
- 슈퍼 로봇 대전F 완결편 (아무로 레이)

1999년
- 슈퍼 로봇 대전 컴플리트 박스 (아무로 레이)

2000년
- 슈퍼 로봇 대전α (아무로 레이)

2001년
- 슈퍼 로봇 대전α 외전 (아무로 레이)
- 슈퍼 로봇 대전α for Dreamcast (아무로 레이)

2002년
- 슈퍼 로봇 대전IMPACT (아무로 레이)

2003년
- 드래곤볼Z (야무챠)
- 제2차 슈퍼 로봇 대전α (아무로 레이, 시바 히로시)
- 백힐초화 -EPISODE OF THE CLOVER-(스패드)
- 기동전사 건담 에우고vs.티턴즈 (아무로 레이)
- 슈퍼 로봇 대전Scramble Commander (아무로 레이)

2004년
- 드래곤볼Z2 (야무챠)
- 슈퍼 로봇 대전MX (아무로 레이)
- 슈퍼 로봇 대전GC (아무로 레이)

2005년
- 드래곤볼Z3 (야무챠)
- 세인트 세이야 성역12궁편 (페가수스 세이야)
- 제3차 슈퍼 로봇 대전α 종언의 은하로 (아무로 레이, 시바 히로시)
- 헤비 메탈 썬더 (아키하바라 덴키)
- 드래곤볼Z Sparking! (야무챠)
- 슈퍼 로봇 대전MX 포터블 (아무로 레이)

2006년
- 기동전사 건담 클라이맥스U.C. (아무로 레이)
- NINETY-NINE NIGHTS (당그밧)
- 드래곤볼Z Sparking! NEO (야무챠)
- 슈퍼 로봇 대전XO (아무로 레이)

2007년
- 드래곤 섀도우 스펠 (스이히)
- 건담 무쌍 (아무로 레이)
- 기동전사 건담 MS전선0079 (아무로 레이)
- 모두의 GOLF5 (코난)
- 드래곤볼Z Sparking! METEOR (야무챠)
- 슈퍼 로봇 대전Scramble Commander the 2nd (아무로 레이)

2008년
- 슈퍼 로봇 대전A 포터블 (아무로 레이)
- 슈퍼 로봇 대전Z (아무로 레이)

## 논란

### 불륜/폭행 논란
자신의 팬 중 여성과 불륜 스캔들이 있거나, 그녀가 임신할 때 갑자기 폭행하고 낙태를 권유하여 논란이 되었다.
1. ↑  www.etnews.com (2024년 5월 23일). “'코난·드래곤볼' 日 유명 성우, 37세 연하 팬과 불륜에 폭행까지”. 2024년 9월 21일에 확인함.